# Уравнение Ланжевена
Уравнение Ланжевена — стохастическое дифференциальное уравнение, описывающее броуновское движение.
Первое уравнение, изученное Ланжевеном, описывало броуновское движение с постоянным потенциалом, то есть ускорение {\displaystyle \mathbf {a} } броуновской частицы массы {\displaystyle m} выражается через сумму силы вязкого трения, которая пропорциональна скорости частицы {\displaystyle \mathbf {v} } (закон Стокса), шумового члена {\displaystyle {\boldsymbol {\eta }}(t)} (название, которое используется в физике для обозначения стохастического процесса в дифференциальном уравнении) — за счёт непрерывных соударений частицы с молекулами жидкости, и {\displaystyle \mathbf {\Phi } (\mathbf {x} )} — систематической силы, возникающей при внутримолекулярных и межмолекулярных взаимодействиях:
{\displaystyle m\mathbf {a} =m{\frac {d^{2}\mathbf {x} }{dt^{2}}}=\mathbf {\Phi } (\mathbf {x} )-\gamma \mathbf {v} +{\boldsymbol {\eta }}(t).}

## Решение уравнения
Перепишем уравнение Ланжевена без внешних сил. Кроме того, без потери общности можно рассматривать только одну из координат.
{\displaystyle m{\ddot {x}}=-{\frac {1}{B}}{\dot {x}}+F(t)}
Будем полагать, что случайная сила удовлетворяет следующим условиям:
{\displaystyle \langle F(t)\rangle =0}
{\displaystyle \langle F(t_{1})F(t_{2})\rangle =b\delta (t_{1}-t_{2})}
где b — некоторая константа, которую мы определим позже, {\displaystyle \delta (t_{1}-t_{2})} — дельта-функция Дирака. Угловыми скобками обозначено усреднение по времени. Это т. н. дельта-коррелированая случайная величина: её автокорреляционная функция равна дельта-функции. Такой случайный процесс также называется белым шумом.
Перепишем уравнение в терминах скорости:
{\displaystyle {\dot {v}}=-\lambda v+{\frac {F}{m}}}, где {\displaystyle \lambda ={\frac {1}{mB}}}
Пусть в начальный момент времени {\displaystyle t=t_{0}} частица имела скорость {\displaystyle v_{0}}. Будем искать решение в виде: {\displaystyle v(t)=u(t)\exp(-\lambda t)}, тогда для {\displaystyle u(t)} получим следующее дифференциальное уравнение:
{\displaystyle {\dot {u}}(t)=\exp(\lambda t){\frac {F}{m}}}
В итоге, получаем искомое выражение для скорости:
{\displaystyle v(t)=v_{0}\exp(-\lambda t)+\exp(-\lambda t)\int \limits _{0}^{t}{\frac {F(\tau )}{m}}\exp(\lambda \tau )d\tau }
Из него следуют два важных соотношения:
1. {\displaystyle \langle v(t)\rangle =v_{0}\exp(-\lambda t)}. То есть среднее значение скорости стремится к нулю с течением времени.
2. {\displaystyle \langle v^{2}(t)\rangle =v_{0}^{2}\exp(-2\lambda t)+{\frac {b}{2\lambda m^{2}}}\left(1-\exp(-2\lambda t)\right)}. Средний квадрат скорости со временем стремится к значению {\displaystyle {\frac {b}{2\lambda m^{2}}}}. Если предположить, что кинетическая энергия частицы со временем стремится к тепловой, то можно определить значение коэффициента {\displaystyle b}:

{\displaystyle b=2{\frac {k_{B}T}{B}}}
Преобразованием исходного выражения можно получить, что:
{\displaystyle {\frac {d\left\langle x^{2}(t)\right\rangle }{dt}}={\frac {2}{\lambda }}\left\langle \left({\frac {dx}{dt}}\right)^{2}\right\rangle }
{\displaystyle \left\langle \mathbf {x} ^{2}\right\rangle =6k_{B}TBt}
Откуда следует соотношение Эйнштейна:
{\displaystyle D=k_{B}TB}
где B — подвижность броуновской частицы.